# عقد 490
عقد 490 هو عقد امتد بين 1 يناير 490 و31 ديسمبر 499 بحسب التقويم الميلادي. سبقه عقد 480 ولحقه عقد 500.

## مواليد
- أولمبردس الصغير (495)
- كلودومير الأول (495)
- شيلديبيرت الأول (497)
- كلوتير الأول (498)
- أمالاسونثا (495)
- الجرو بن كليب (495)
- عبد المطلب بن هاشم (497)

## وفيات
- هاشم بن عبد مناف (497)
- أثناسيوس الثاني (496)
- أودواكر (493)
- فليكس الثالث (492)
- الإمبراطور نينكين (498)
- بطرس الثالث (490)
- أناستاسيوس الثاني (498)
- جاماسب (499)
- غاليليوس الأول (496)
- زينون (491)

## كتب
- Yves Denis Papin (1998). Chronologie de l'histoire ancienne. Lieu de publication non identifié: Éditions Jean-paul Gisserot. ISBN:2-87747-346-5. OCLC:40746926. مؤرشف من الأصل في 2022-03-16.
- موسوعة حضارة العالم (2002) لأحمد محمد عوف.

## روابط خارجية
- تصفح سنة بسنة عقد 490 على موقع onthisday.com
- تصفح سنة بسنة عقد 490 ابتداءً من سنة عقد 490 على موقع المكتبة الوطنية الفرنسية